# 古泊善后河
古泊善后河，位于中国江苏省北部，是一条独流入海河道，系由原古涟河、泊阳河和善后河经多次治理和调整水系后形成。今古泊善后河西起沭阳县桑墟镇元兴村，沭新河右岸，向东流经沭阳华冲镇、湖东镇、高墟镇和灌云县龙苴镇，于连云港市海州区板浦镇（原属灌云县）南跨过盐河，过盐河再向东行27.73公里至连云港市连云区东陬山善后新闸，经埒子口入黄海。全长77.15公里，流域面积1479平方公里。古泊善后河是一条高水位的排涝河道，汛期沿河两岸支河皆须关闸封闭。非汛期上游回归水储蓄该河，可供两岸农田灌溉。古泊善后河水量充沛，水质达到Ⅱ类标准，沿岸自来水厂均取该河淡水供供人畜引用。